# وايل إي. كايوتي ورود رنر
وايل إي. كايوتي (يعرف اختصارا «ذا كايوتي») ورود رنر هما شخصيتان خياليتان من سلسلة وارنر براذرز لووني تونز وميري ميلوديز، ابتكر الشخصيتين مخرج الرسوم المتحركة تشاك جونز في 1948، بينما كان قالب مغامراتهما من عمل الكاتب مايكل مالتيز، أدت الشخصيتان دور البطولة في سلسلة من الأفلام السينمائية القصيرة (16 فيلما من تأليف مالتيز)، وأيضا في الرسوم المتحركة المخصصة للتلفزيون.
لم يعرف المعنى الحقيقي لما يمثله حرف «إي E» في اسم وايل حيث قد يفهم من وجودها نطق الاسم مع الحرف مثل «وايلي Wiley»، لكن الاسم الأخير له كايوتي ينطق طبيعيا كما ينطق اسم حيوان الذئب الأمريكي بالإنجليزية «كا-يو-تي»، مع الاستثناء الذي حصل في فيلم تو هاير إز هيومن حيث سمعت الشخصية تنطق اسمها كا-يو-تاي (ألف طويلة مائلة إلى الياء بدلا من الياء الطويلة نفسها) بلهجة تعكس شخصية مفكر.
ظهر ذا كايوتي عدوا لباغز باني في عروض مستثناة من التي جمعته مع رود رنر حيث كان يظهر فيها صامتا، كان كايوتي في تلك العروض الخاصة يتحدث بلهجة محسنة (فقدم نفسه لباغز على أنه «وايل إي كايوتي - سوبر جينيوس» أو العبقري الفذ) من تمثيل ميل بلانك. رود رنر كان لا يتحدث أيضا لكن يكتفي بصوت «بيب بيب» وصوت اللسان، حيث قدم بول جوليان صوت «بيب بيب».

## ابتكار الشخصيتين
جونز بنى شخصية كايوتي على كتاب مارك توين روفينغ إت، وفيه وصف توين في مغامراته الذئب الأمريكي «بالطويل، النحيل، المزري الشكل والمثير للشفقة» وأنه «يعيش متنفسا رغباته، فهو دوما جائع». قال جونز أنه ابتكر كارتون رود رنر ووايل إي. كايوتي كتقليد هزلي لكارتون القط والفأر التقليدية (مثل توم آند جيري).

## المشاهد
مشاهد الصحراء في أول فيلمين فاست آند فوري-أوس (1949) وبيب، بيب (1952) كانت من تصميم روبرت غريبروك وكانت إلى حد ما واقعية، في العروض المتأخرة كانت المشاهد من تصميم موريس نوبل التي جعلها تجريدية، كما استخدمت أيضا العديد من الأنماط. في ذا وايلد تشايس (1965) الذي عرض سباقا بين رود رنر وسبيدي غونزاليس تبين أن رود رنر قادم من تكساس، وأن السباق سمي باسم «تكساس رود بورنر Texas Road Burner»، هذا يعطي تلميحا بأن عروض رود رنر مع وايل إي. كايوتي كانت تجري في تكساس. ومع ذلك، ظهر في الفيلم القصير تو بيب أور نوت تو بيب أن المقلاع مصنوع من قبل مصانع رود رنر في تاوس، فينيكس، وفلاغستاف، ما يعطي تلميحا آخر بأنها تجري في أريزونا ونيومكسيكو.
في غوينغ! غوينغ! غوش! (1952) وحتى غايدد ماسكل (1955) كانت المشاهد شبه واقعية مع سحب أقل بياضا (تعطي تلميحا بأن حالة الأجواء غائمة). ثم ظهرت الصخور المعلقة في ريدي، سيت، زووم! (1955). السماء باللون الأصفر الفاتح ظهرت في جيي ويز-ز-ز-ز! (1956) لكنها لم تستخدم مرة أخرى حتى فيلم ذير ذي غو-غو-غو! في أواخر نفس العام.
في زووم آند بورد (1957) ظهر تغير كبير في نمط الخلفية، فكانت تحوي صخورا حادة وثقيلة من الأعلى بارزة في الخلفية مع استخدام ألوان دافئة (الأصفر، البرتقالي والأحمر). الأشجار كانت ذات شكل هلالي ما عدا ما ظهر في هو بي-غان (1958).
في العرض التلفزيوني فريز فريم، استمرت مطاردة رود رنر وصولا إلى الجبال مرورا بمنظر شتوي مع الثلوج.

## شركة أكمي
كان وايل إي. كايوتي يستمد بالأجهزة والمعدات المعقدة والغريبة بالبريد من شركة خيالية تسمى أكمي كوربوريشن، تفشل جميع تلك الأجهزة بطرق غير متوقعة وغير مألوفة. بغض النظر عن كون الخلل من المصنع أو بسبب إساءة الاستخدام، ينتهي وايل إي. كايوتي متفحما بحريق، مسحوقا مستويا بصخرة، أو هاويا إلى واد. أحيانا ما تعمل معدات أكمي جيدا مثل زي الرجل-الوطواط والزلاجة النفاثة، لكنها تعمل دائما في غير مصلحة كايوتي.
الطريقة التي يتحصل بها كايوتي على المنتجات دون مقابل لم تعلن حتى فيلم لووني تونز: باك إن أكشن (2003) عندما اتضح أنه موظف في الشركة. في حلقة من برنامج تايني توون أدفنشرز سلم وايل إي. كايوتي إلى تلميذه كالاميتي كايوتي بطاقة ائتمان لحساب غير محدود من أكمي ما يقوي ذلك الاحتمال. يوجد احتمال آخر بكون كايوتي مجرد موظف مجرب لتلك الأدوات.
قد يكون تسمية الشركة بهذا الاسم ساخرا (حيث تعني أكمي قمة الإنجاز أو التطوير). بعض الناس لديهم معنى شائع في تفسير الأحرف المكونة للاسم: أ (أو أميريكان) كومباني ذات ميكس إفريثينغ A (or American) Company that Makes (or Making) Everything.

## قواعد وقوانين
كباقي الكارتون، رود رنر ووايل إي. كايوتي يتبعان قوانين الفيزياء في الكارتون، مثلا يمكن لرود رنر أن يعبر نفقا من خلال لوحة مطبوع عليها صورة كهف (مثل لوحات ترومبلويل)، بينما كايوتي لا يمكنه (ما لم يؤد عبوره إلى جرف يسقط منه). في أحيان كثيرة يتعلق كايوتي في الهواء حتى يلحظ أنه على وشك السقوط في الهاوية. أحيانا ما يستطيع تسلق الصخور التي تسقط معه لينتهي مسحوقا بينها.

## السنوات المتأخرة
العروض الأصلية التي أنتجها تشاك جونز انتهت عام 1963 بعد إغلاق جاك وارنر وحدة الرسوم المتحركة. وار آند بيسس كان آخر عرض من إنتاج جونز وأطلق عام 1964، في ذلك الوقت دايفيد إتش. ديباتي وفريز فريلينغ كانا قد أسسا ديباتي-فريلينغ إنتربرايزس وانتقلا للعمل في نفس المبنى الذي كان فيه استوديو وحدة الرسوم المتحركة، موقعين مع وارنر براذرز عقدا لإنتاج المزيد منها.
كان أول إنتاج للشركة الجديدة هو ذا وايلد تشايس (1965) من إخراج فريز فريلينغ بنفسه، العرض كان سباقا بين الطائر وبين «أسرع فأر في جميع أنحاء المكسيك» سبيدي غونزاليس، وفيه يتدخل كل من وايل إي. كايوتي وسيلفستر ذا كات محاولين الإمساك بفريسة كل واحد منهما.
في الإجمال، أنتجت ديباتي-فريلينغ 14 عرضا من سلسلة رود رنر ووايل إي. كايوتي، اثنين منها أخرجها روبرت مككمسون (راشينغ روليه- 1965، شوغر آند سبايس- 1966). وبسبب اقتطاع عدد من الإطارات المستخدمة بالثانية الواحدة، العديد من عروض رود رنر تلك كانت رخيصة المظهر وسيئة، كما كانت الموسيقى تفتقر للجودة عكس العروض الأصلية.
بقية العروض الإحدى عشرة كان إنتاجها بعقد في الباطن مع فورمات فيلمز وبإخراج الرسام السابق لدى وارنر براذرز رودي لاريفا، لم تكن عروض لاريفا بقدر السرعة التي كانت عليها عروض جونز. علق ليونارد مالتن على السلسلة بأنها «غبية بكل ما في الكلمة من معنى». عرض واحد منها (رن، رن، سويت رود رنر) كان يحوي مقطوعات موسيقية معزوفة خصيصا له (من تأليف ويليام لافا) بعكس العروض الأخرى التي عزفت مجرد مقطوعات عامة مكررة.
في فيلم جونز ذا باغز باني/رود رنر موفي (1979) تم استخدام لقطات من عروض رود رنر الأصلية وتجميعها في عرض ممتد لتبدو كسلسلة واحدة.
ظهر وايل إي. كايوتي ورود رنر في فيلم سبيس جام كلاعبين في فريق كرة السلة.

## سلاسل متفرعة
في سلسلة كارتون وارنر براذرز أخرى، تشاك جونز استنسخ تصميم كايوتي وشخصيته في تقديم رودولف وولف، في هذه السلسلة رالف يقوم بمحاولات لسرقة الخراف من قطيع يحرسه كلب متيقظ يدعى سام شيبدوغ. ومثل ما يحدث في سلسلة رود رنر، يستخدم رالف كل الوسائل التي تساعده في الإمساك بخروف وذلك ليس بسبب رغبة الجوع، بل لأن ذلك جزء من وظيفته، حيث يظهر مع سام وهما يدقان بطاقة وقت الدخول، يتبادلان المزاح، يذهبان للعمل سويا، يقضيان فترة استراحة الغداء، ثم ينتهي اليوم بدق بطاقة وقت الخروج، وكله يحدث طبقا لصفارة كالتي في المصانع. الفرق بين كايوتي وبين وولف من الناحية الجسمية في أن أنف وايل أسود، بينما لدى رالف أنف أحمر.

### القصص المصورة
أول ظهور لرود رنر ووايل إي. كايوتي في القصص المصورة في باغز باني فاكايشن فانيز #8 (أغسطس 1958) من نشر ديل كوميكس.
ظهر الاثنان أيضا في القصص المصورة التي تنتجها دي سي كوميكس.

### التلفزيون
كان لدى رود رنر ووايل إي. كايوتي برنامج تلفزيوني خاص بهما هو ذا رود رنر شو من سبتمبر 1966 إلى سبتمبر 1968 على CBS. وفي هذا الوقت اندمج البرنامج مع برنامج باغز باني ليصبح ذا باغز باني آند رود رنر شو من 1968 إلى 1985.
قدم تشاك جونز ثلاثة عروض للسلسلة لمصلحة برنامج التلفزيون التعليمي ذي إليكتريك كومباني، حيث ظهر الاثنان يعرضان الكلمات للأطفال كي يقرأوها.
منذ عرض السلسلة على التلفزيون وكبقية كارتون وارنر براذرز، كانت اللقطات العنيفة والعنصرية تقتطع من البث، لعدم ملاءمتها للمشاهدين الأطفال.
ظهرت نسختين مصغرتين من الشخصيتين في برنامج تايني توون أدفنشرز حيث يظهر وايل كمعلم لشخصية كالامنتي كايوتي، ورود رنر كمعلم لشخصية ليتل بيبر. كما ظهرا أيضا في برنامج بيبي لووني تونز.

## الظهور في الإعلانات التجارية
- ظهرت شخصية رود رنر في سيارات بليموث (مصنع تابع لكرايسلر) ذات ثمانية الإسطوانات في الفترة بين 1968 حتى 1980.
- إعلان لزيوت شل في نيوزيلاندا لاستخدام وقود أوكتان 91، حيث تنصح محطة وقود وايل إي. كايوتي «بالتغير إلى الأفضل» واستخدام الوقود الجديد في سيارته ليلحق برود رنر.
- استخدمت الشخصيتان كرمزين لخدمة الإنترنت من تايم وارنر.
- ظهر كايوتي مطاردا لأرنب بطارية إنرجايزر في التسعينات.
- شركة توصيل بورليتر كوريور استخدمت صوت رود رنر «بيب، بيب» في إعلان تلفزيوني وجعلت رقم خدماتها 1-800-BEEP-BEEP (من اليمين لليسار).

## ألعاب الكمبيوتر
أنتجت العديد من ألعاب الكمبيوتر التي قامت على السلسلة منها:
- رود رنر (لعبة أتاري، ثم صدرت إلى أجهزة NES وأتاري 2600 والعديد من أنظمة الكمبيوتر).
- لووني تونز (لعبة غايمبوي من سانسوفت).
- رود رنرس ديث فالي رالي (لعبة سوبر NES من سانسوفت).
- ديزرت سبيدتراب (من سيغا).
- ديزرت دمليشن (من سيغا/بلوسكاي).
- شيب رايدر على بلاي ستيشن الأصلي من إنفوجرامز (لعبة سام شيبدوغ ورالف وولف).
- لووني تونز دابل باك من ماجيسكو إنترتاينمنت.

## وصلات خارجية
- وايل إي. كايوتي ورود رنر على موقع الموسوعة البريطانية (الإنجليزية)
- وايل إي. كايوتي ورود رنر على موقع ميوزك برينز (الإنجليزية)
- وايل إي. كايوتي ورود رنر على موقع ميوزك برينز (الإنجليزية)
- وايل إي. كايوتي ورود رنر على موقع ديسكوغز (الإنجليزية)

- وايل إي. كايوتي at the قاعدة بيانات الأفلام للإنترنت
- رود رنر at the قاعدة بيانات الأفلام للإنترنت
- «دليل صوري بمنتجات أكمي الأصلي»
- ذا رود رنر شو (موقع معجبين)
- JamesBrief.com (تتضمن قائمة بالأسماء العلمية للشخصيات)
- رود رنر على YouTube (شاهد جميع الحلقات)